# 정희윤
정희윤(1958년 ~ )은 대한민국의 공기업인이다. 

## 출신 학교
- 철도전문대학 부속고등학교
- 대림대학교 토목과

## 경력
- 인천교통공사 사장